# Narcís
Narcís ist ein katalanischer männlicher Vorname, abgeleitet von der latinisierten Form Narcissus des ursprünglich griechischen Namens Narkissos (Νάρκισσος). Die u. a. spanische Form des Namens ist Narciso.

## Bekannte Namensträger
- Narcís Casanoves i Bertran (1747–1799), katalanischer Komponist, Organist, Kapellmeister und Benediktinermönch des Klosters Montserrat
- Narcís Monturiol (1819–1885), katalanischer Ingenieur und Erfinder
- Narcís Oller (1846–1930), katalanischer Schriftsteller
- Narcís Serra (* 1943), spanischer Wirtschaftswissenschaftler, Hochschullehrer und Politiker
- Narcís Vinyoles (* zwischen 1442 und 1447; † 1517), valencianischer Poet, Jurist und Minister

## Weiteres
- Camp Municipal Narcís Sala, Fußballstadion in Barcelona